# 颱風伊文 (1982年)
颱風伊文（英語：Typhoon Irving，菲律賓大氣地球物理和天文管理局：Ruping）為1982年太平洋颱風季的熱帶氣旋之一。